# Microsynanthedon
Microsynanthedon is een geslacht van vlinders uit de familie wespvlinders (Sesiidae), onderfamilie Sesiinae.
Microsynanthedon is voor het eerst wetenschappelijk beschreven door Viette in 1955. De typesoort is Microsynanthedon ambrensis.

## Soorten
Microsynanthedon omvat de volgende soorten:
- Microsynanthedon ambrensis Viette, 1955
- Microsynanthedon setodiformis (Mabille, 1891)
- Microsynanthedon tanala Minet, 1976